# Chavannes-sur-Suran

Chavannes-sur-Suran este o comună în departamentul Ain din estul Franței.